# Massagno
Massagno je obec ve švýcarském kantonu Ticino, okresu Lugano. Žije zde přibližně 6 200 obyvatel.

## Geografie
Massagno má rozlohu 0,73 km², což z něj činí jednu z nejmenších obcí ve Švýcarsku dle rozlohy. Nachází se v těsném sousedství města Lugano, se kterým urbanisticky zcela splývá. Obec tvoří z velké části zastavěná plocha.
Sousedními obcemi jsou Savosa a Lugano.

## Historie

Letecký pohled (1950)

Vesnice je poprvé zmiňována v roce 1146 pod jménem Masagnio, v roce 1198 pak Maxanio. Massagno bylo již ve středověku tzv. vicinìa (sídlo); vesnice Gerso byla pravděpodobně připojena později. Ve středověku patřila čtvrť Massagno, která vznikla spojením Massagna a Gersa, k panství (Pieve) Lugano. V 9. a 10. století zde vlastnil statky kolegiátní klášter San Lorenzo z Lugana, který je ještě v roce 1198 doložen jako držitel pozemkových práv. Ve 14. století vlastnil majetek v Gersu biskup z Coma, držitel desátkového práva v Massagnu. Massagno patřilo k luganské farnosti a v letech 1920–1927 tvořilo s Rovellem jednu z jeho pěti farností, než se stalo samostatnou farností bez Rovella. Kolem roku 1600 téměř všichni obyvatelé zemřeli při morové epidemii; přežilo pouze několik vesničanů.
V místní části Pian Poverò zasedal od 29. září do 2. října 1802 sněm, který vyhlásil nezávislost Lugana na Helvétské republice.
Kantonální silnice byla postavena v letech 1815–1830. Na výkopové práce železniční trati v letech 1879–1880 se přistěhovali především italští dělníci, což vedlo k prvnímu nárůstu počtu obyvatel. Během silného demografického růstu v 60. letech 20. století se Massagno, které dříve žilo ze zemědělství a sezónní emigrace, proměnilo v převážně rezidenční obec s čilou stavební činností.

## Obyvatelstvo
| Rok            | 1820 | 1850 | 1880 | 1900 | 1927 | 1950 | 1970 | 2000 | 2010 | 2018 | 2020 |
| Počet obyvatel | 258  | 343  | 580  | 773  | 1500 | 2304 | 5214 | 5558 | 5852 | 6226 | 6272 |

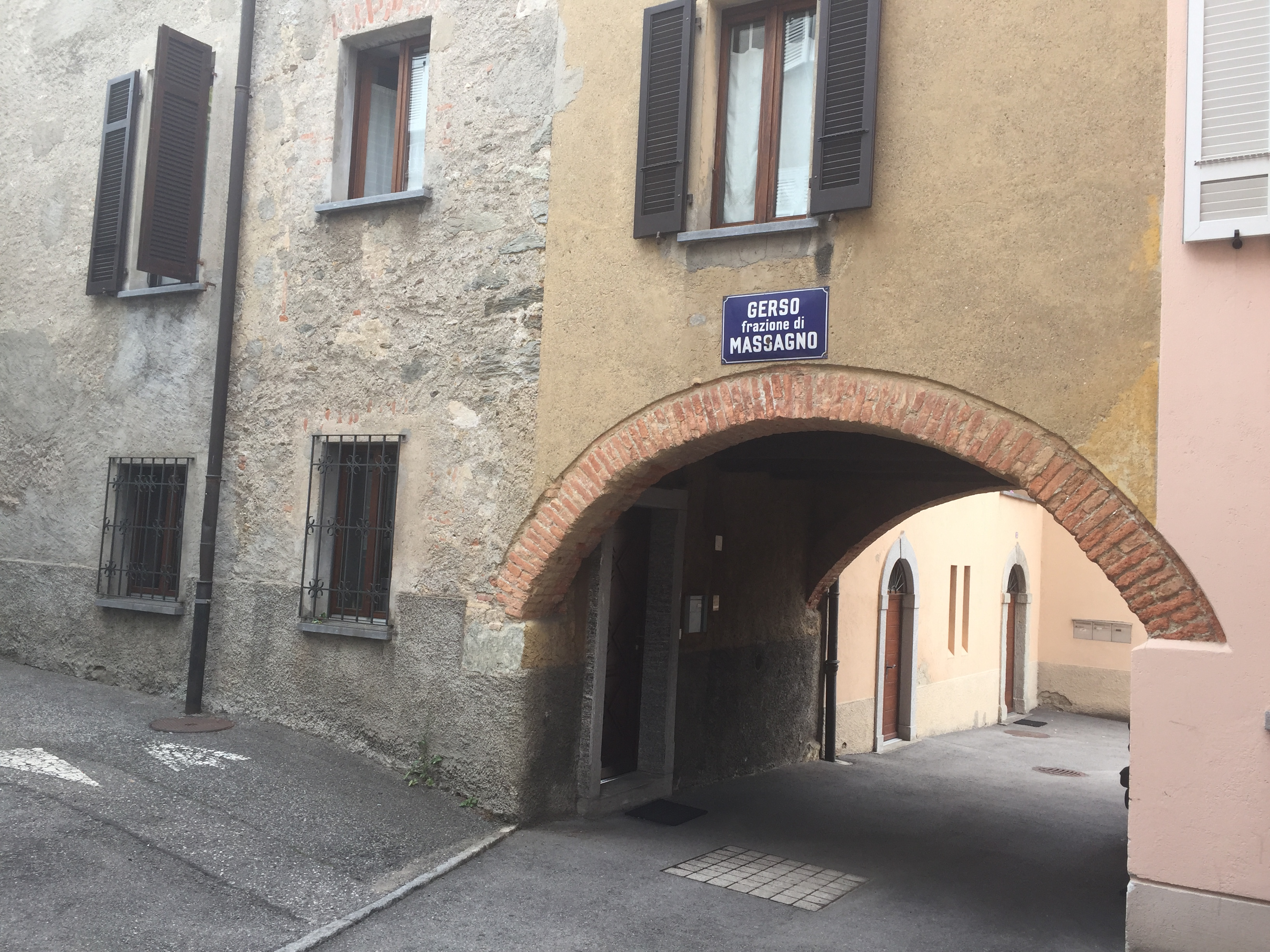
Gerso, historická část Massagna

Massagno má druhou nejvyšší hustotu zalidnění ze všech švýcarských obcí (po Ženevě) – 8885 obyvatel na km² (k roku 2023).

## Doprava

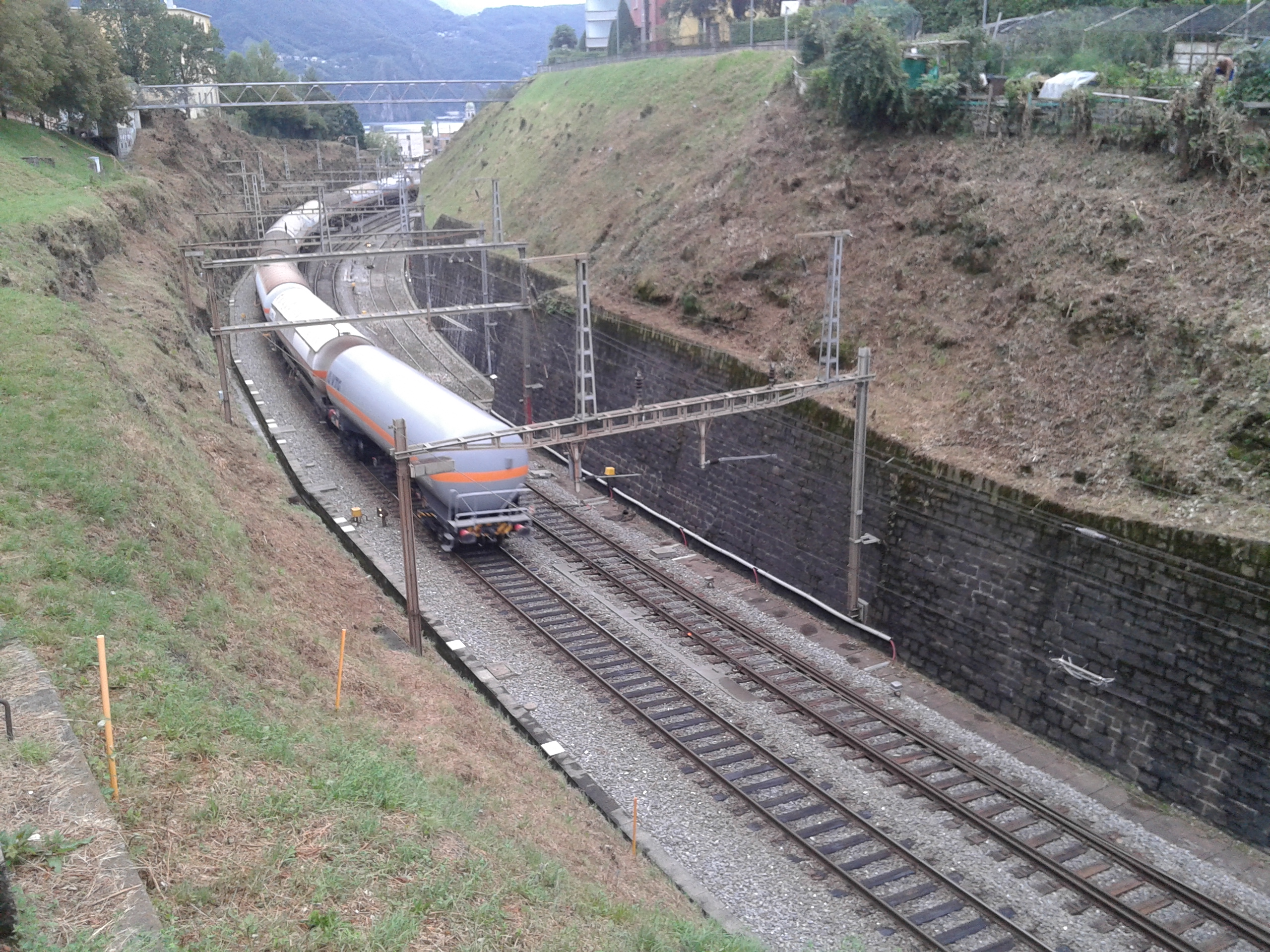
Průjezd Gotthardské dráhy Massagnem

Massagno se nachází v bezprostřední blízkosti železniční stanice Lugano SBB na Gotthardské dráze, která prochází úpatním tunelem Ceneri, otevřeným v roce 2020, a leží tak na hlavní ose Curych–Milán. Díky novému tunelu se například zkrátila jízdní doba nového přímého spojení mezi Locarnem a Luganem z 55 na 22 minut.
Obcí procházela také dráha Lugano–Tesserete, úzkorozchodná trať s metrovým rozchodem do Tesserete, která začala jezdit v roce 1907 z luganského nádraží. První zastávkou za luganským nádražím bylo Massagno. Železnice byla od počátku elektrifikovaná; pro nerentabilitu byl však provoz na trati v roce 1967 zastaven a nahradila ji autobusová linka.
Massagno se nachází přímo u sjezdu Lugano-Sud na dálnici A2 (Gotthardská trasa) mezi Basilejí a Milánem.